# Гуцульське повстання на Різдво 1919
Гуцульське повстання на Різдво 1919 — визвольна боротьба гуцулів проти угорської окупації, що була проведена у ніч 7 січня 1919 року, у ході було захоплено 500 угорських солдат та воєнну техніку. Результатом стало звільнення всієї Закарпатської Гуцульщини та встановлення національної держави тоді як саме Угорську республіку захопили комуністи.

## Передумови
8 листопада 1918 р. народні збори мешканців Ясіня та навколишніх сіл проголосували за возз'єднання закарпатської Гуцульщини з Україною та обрали Гуцульську Народну Раду (ГНР). До неї ввійшли 42 депутати, яку очолив Степан Клочурак.
Представники Гуцульської Народної Ради взяли участь у роботі Будапештського (10 грудня) та Сигітського (18 грудня) конгресів, які були скликані урядом Угорщини з метою визначення майбутнього Закарпаття. Гуцули найбільш різко виступили проти намагання залишити край у складі Угорщини.
Ситуація не сподобалася угорській владі, що називала цю територію своєю. Було надіслано великий угорський загін.
Народна влада відійшла у підпілля для приготування повстання.
У ніч проти 8 січня 1919 року угорців — близько 500 військовиків — майже без бою захопили в полон. 10 січня багатотисячне віче підтвердило прагнення закарпатської Гуцульщини до возз'єднання із ЗУНР.

## Подальші події
13 січня 1919 Гуцульське військо, підсилене загоном УГА, розпочало наступ з метою визволення Мараморощини від угорської адміністрації та військ. Він проходив уздовж залізниці Ясіня — Сигіт. Піхоту прикривали два потяги, озброєні гарматами та кулеметами. За декілька днів, у боях за Білин, Рахів, Великий Бичків, угорські війська були розбиті. Були визволені всі українські населені пункти сучасної Рахівщини та лівобережжя Тиси (нині — на території Румунії). У Вишові (нинішня Румунія) визволителів зустріли урочистою процесією на чолі зі священиком, під синьо-жовтими прапорами. У визволених населених пунктах обирали старост, призначали військових комендантів. В установах запроваджували українську мову.
19 січня угорці спробували самі підняти повстання проте потяг з гуцульським військом приїхав та добив заколот. Республіка почала мирне життя.